# Christian Orlainsky
Christian Orlainsky (Tschagguns, 17 febbraio 1962) è un ex sciatore alpino austriaco.

## Biografia
Specialista delle prove tecniche, Orlainsky ottenne il suo primo risultato di rilievo in Coppa del Mondo il 22 dicembre 1978 sulle nevi di Kranjska Gora, piazzandosi 6º in slalom gigante. Nella stessa stagione vinse due medaglie d'oro, nello slalom gigante e nello slalom speciale, agli Europei juniores di Achenkirch 1979. Salì per la prima volta sul podio in Coppa del Mondo il 27 gennaio 1980 a Chamonix, giungendo 3º in slalom speciale dietro allo svedese Ingemar Stenmark e allo jugoslavo Bojan Križaj; partecipò quindi ai XIII Giochi olimpici invernali di Lake Placid 1980, sua unica presenza olimpica, classificandosi 13º nello slalom gigante e non completando lo slalom speciale.
Il 4 gennaio 1981 a Ebnat-Kappel conquistò l'unica vittoria di carriera in Coppa del Mondo, in slalom gigante davanti al compagno di squadra Hans Enn e allo svizzero Jean-Luc Fournier; ai Mondiali di Schladming 1982 fu 15º nello slalom gigante, suo ultimo piazzamento iridato, e il 12 febbraio 1983 a Le Markstein si aggiudicò l'ultimo podio in Coppa del Mondo, arrivando 3º in slalom speciale dietro a Križaj e allo svedese Bengt Fjällberg. Il suo ultimo piazzamento in Coppa del Mondo fu il 9º posto ottenuto nello slalom speciale disputato il 17 gennaio 1988 sul tracciato di Bad Kleinkirchheim; nella stessa stagione in Coppa Europa vinse la classifica di slalom speciale.

## Palmarès

### Europei juniores
- 2 medaglie[1][2]:
  - 2 ori (slalom gigante, slalom speciale ad Achenkirch 1979)

### Coppa del Mondo
- Miglior piazzamento in classifica generale: 10º nel 1981
- 8 podi (2 in slalom gigante, 5 in slalom speciale, 1 in combinata):
  - 1 vittoria
  - 3 secondi posti
  - 4 terzi posti

#### Coppa del Mondo - vittorie
| Data           | Località     | Paese    | Specialità |
| -------------- | ------------ | -------- | ---------- |
| 4 gennaio 1981 | Ebnat-Kappel | Svizzera | GS         |

Legenda:

GS = slalom gigante

### Coppa Europa
- Miglior piazzamento in classifica generale: 6º nel 1988
- Vincitore della classifica di slalom speciale nel 1988

### Campionati austriaci
- 8 medaglie[1]:
  - 2 ori (slalom gigante nel 1979; slalom gigante nel 1988)
  - 4 argenti (slalom gigante nel 1980; slalom gigante nel 1983; slalom speciale nel 1985; slalom speciale nel 1988)
  - 2 bronzi (slalom speciale nel 1980; slalom gigante nel 1982)

### Campionati austriaci juniores
- 1 medaglia[1]:
  - 1 argento (slalom speciale nel 1978)